# David Petander
David Emanuel Petander, född Pettersson 5 februari 1875 i Göteborg, död 6 oktober 1914 i Ånge, var en svensk präst och vandrarpredikant. Han kallades "Vandrarprästen" i folkmun. Han var bror till filosofen Karl Petander. Deras svåger var Johan Alfred Eklund, biskop i Karlstads stift.

## Biografi
David Petander, som var son till en skräddarmästare, blev teologie kandidat vid Uppsala universitet 1903. Han tjänstgjorde därefter i Härnösands stift innan han 1911 lämnade sin tjänst för att fritt kunna ägna sig åt sina predikovandringar, hemlös, utan pengar och ägodelar, där han förkunnade budskapet om Guds rike. Hans åskådning, som främst var baserad på Jesu bergspredikan, var asketiskt färgad med negativ inställning till alla jordiska kristna samfund. 1914 häktades han för ohörsamhet mot en mobiliseringsorder och avled kort därefter. Han vann många lärjungar, som sedan ensamma eller i små grupper fortsatte att i ord och livsgärning vittna om hans starka inflytande.
Han var påverkad av Lev Tolstojs anarkopacifism och tysk liberalteologi från sina studier i Berlin . 1910 övergav han prästgården i Ånge och delade ut sina pengar till socknens fattiga. Därefter vandrade han iväg. Han talade om Guds rike och hjälpte fattiga människor med praktiska sysslor. En av många berättelser om honom säger att fåglar satte sig på honom utan att bli rädda. 
År 1914 ställdes han inför krigsrätt som vapenvägrare men avled strax därefter, sannolikt av hjärtmuskelinflammation. Petander förespråkade en bokstavlig efterföljelse av Kristus, med en lika bokstavlig efterlevnad av bergspredikan som Tolstoj förespråkade (se bergspredikoväckelsen). Han talade mycket om Guds rike, "Himmelriket", som något fullständigt annorlunda än det som den kristna kyrkan talade om. Han sade att hans uppgift på jorden var att "ta ut ett folk ur den nuvarande världsordningen".

## Eftermäle
David Petander har kallats en "svensk Franciskus", och det har skrivits ett antal böcker om honom. Han fick också lärjungar som gått till historien. De mest kända är Hjalmar Ekström, som vandrade tillsammans med Petander under ett års tid, och N.P. Wetterlund, samt den mystiska "Flodbergskretsen".